# レヴィ家の饗宴

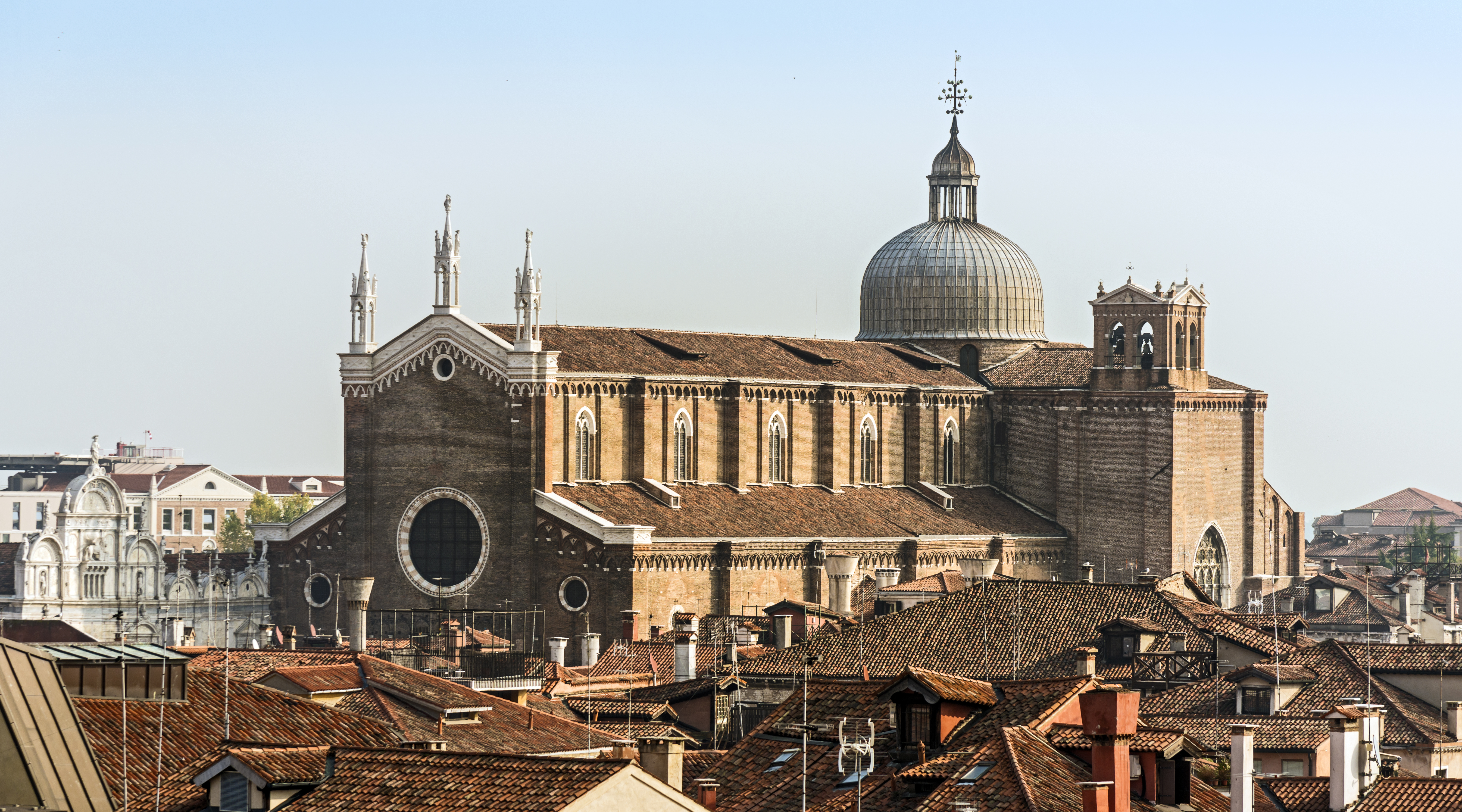
サンティ・ジョヴァンニ・エ・パオロ聖堂。

『レヴィ家の饗宴』（レヴィけのきょうえん、伊: Convito in casa di Levi, 英: The Feast in the House of Levi）または『レヴィ家のキリスト』（英: Christ in the House of Levi）は、イタリア、ルネサンス期のヴェネツィア派の画家パオロ・ヴェロネーゼが1573年に制作した絵画である。油彩。16世紀最大のキャンバス画の1つで、1563年に制作した『カナの婚礼』を越える高さ560cm、横幅1,309cmもの大きさを誇る。ドミニコ会のサンティ・ジョヴァンニ・エ・パオロ聖堂の食堂の壁を飾るために制作された。かつてこの場所にはティツィアーノ・ヴェチェッリオの『最後の晩餐』が飾られていたが、1571年の火事で焼失したため、以前の作品と置き換えることを目的に同じ主題の絵画作品が求められた。しかし、制作された絵画はヴェネツィアの異端審問所の裁判による調査に発展したため、最終的に主題を『新約聖書』「ルカによる福音書」第5章で語られているレヴィ家での饗宴のエピソードに変更することで決着した。このことは芸術家が画面に付け加えた銘文からも明らかである。現在はヴェネツィアのアカデミア美術館に所蔵されている。

## 主題
「ルカによる福音書」第5章によると、レヴィは館でイエス・キリストのために宴会を盛大に催したが、収税吏やその他の多くの人々も招かれていた。ところが、パリサイ人や律法学者たちがイエスの弟子たちに対して「なぜあなたたちは、収税吏や罪人などと飲食を共にするのか」と言った。これに対してイエスは答えて「健康な人は医者を必要としない。必要とするのは病める人である。わたしが来たのは、義人を招くためではなく、罪人を招いて悔い改めさせるためである」と言った。

## 制作経緯
もともとこの絵画は、火事で焼失した同じ主題のティツィアーノの絵画の代わりとして最後の晩餐を描くことを意図していた。ヴェロネーゼは1563年にもサン・ジョルジョ・マッジョーレ教会のために大作『カナの婚礼』を制作した経緯があり、本作品より一回り小さな画面に100を越える人物を描き込んでいる。ところが今回の『最後の晩餐』はそれよりもはるかに少ない約50人ほどの人物であったにもかかわらず、いくつかの要素が不適切という理由で異端審問所から尋問を受けることとなった。その結果を受けて、ヴェロネーゼは主題を「ルカによる福音書」第5章で言及されているイエスが招待されたレヴィ家での饗宴に変更した。
したがって、実際にこの絵画で起こっている出来事は、最後の晩餐でのキリストの1人の弟子の裏切りについての発言であり、それは周囲の混乱によって示唆されている。ヴェロネーゼは最後の晩餐を過去に起きた出来事ではなく、今この瞬間に繰り広げられている神学として描いた。そこで絵画は枢機卿やヴェネツィア風の貴族、料理人、給仕はもとより、道化師、子供、鼻から出血した男や複数の奴隷、ムーア人、トルコ人、酒に酔ったドイツ人など、同時代的なヴェネツィアの多くの人物と、華やかなローマ建築で満ちあふれているが、これらの人物群は宗教的な芸術作品には不適切と見なされたのである。宗教的な出来事は画家による追加を極力抑え、起こった出来事に可能な限り近づけて描かれるべきである、というのが教会の考えであったが、依頼主のサンティ・ジョヴァンニ・エ・パオロ聖堂がドミニコ会の教会だったことはヴェロネーゼにとって不運であった。というのも、ドミニコ会は異端の弾圧を全面的に任されるほどの強硬な会派だったからである。

## 作品
絵画は背の高いキリスト像を中心に宴会が行われていることを示している。キリストは聖ペテロと聖ヨハネの間に座り、聖ペテロは調理された仔羊を分配するべく切り分けている。イスカリオテのユダと館の主人はテーブルの反対側にいる。キリストは輝く青緑色のローブを着ており、周囲の人々は多色性の輝きの中で様々な位置やポーズで相互に作用している。ヴェロネーゼは異端審問の場で絵画の説明を求められたため、何人かの登場人物について、その意図するところを語っている。たとえば画面左で鼻から出血している男は使用人である。ハルバードで武装した2人のドイツ人兵士は画面右で葡萄酒を飲んでいる。ヴェロネーゼは裕福な館の主人ならば当然警備のために雇っているだろうとの考えからこれらの兵士を場面に追加した。対してオウムを持った道化師は純粋に装飾的な考えから追加している。またヴェロネーゼは古代彫刻の研究の成果を画面に盛り込むことも忘れていない。右側の柱の近くに立っている執事は、グリマーニ・コレクションのアウルス・ウィテッリウスの胸像に基づいている。饗宴は三連祭壇画を彷彿とさせるロッジアの大きな柱とアーチに囲まれている。アーチ状の通路はまた凱旋門を思い起こさせる。この文脈では、これはキリストの復活による死に対するキリストの勝利の比喩である。凱旋門は古代ローマで一般的であり、目立つ場所に配置されていた。図像の中央部は構図の両側に配置された2つの階段が焦点として作用することで補強されている、階段は鑑賞者の目がキリストの姿に向かって移動するように促している。絵画の建築構造は教会に通じる階段で知られていた北イタリアのローマ風の教会に似ており、キリストの後ろに建築物を配置しないことで、そこに天国とも思える空間を作り出している。この構図ではヴェロネーゼは線遠近法を使用しなかったが、むしろ、単一の消失点ではなく、異なる点で対角線が収束することを選択した。これは絵画の大きな外観と、視聴者が作品を鑑賞する際に様々な角度から見るだろうという懸念から、線遠近法に反対した可能性が考えられる。作品の空間配置は画家にとって最も重要であったと思われる。証言の中で彼は、異端審問所を怒らせた人物群はキリストとその使徒たちとは異なるレベルで具体的に追加されたと述べている。

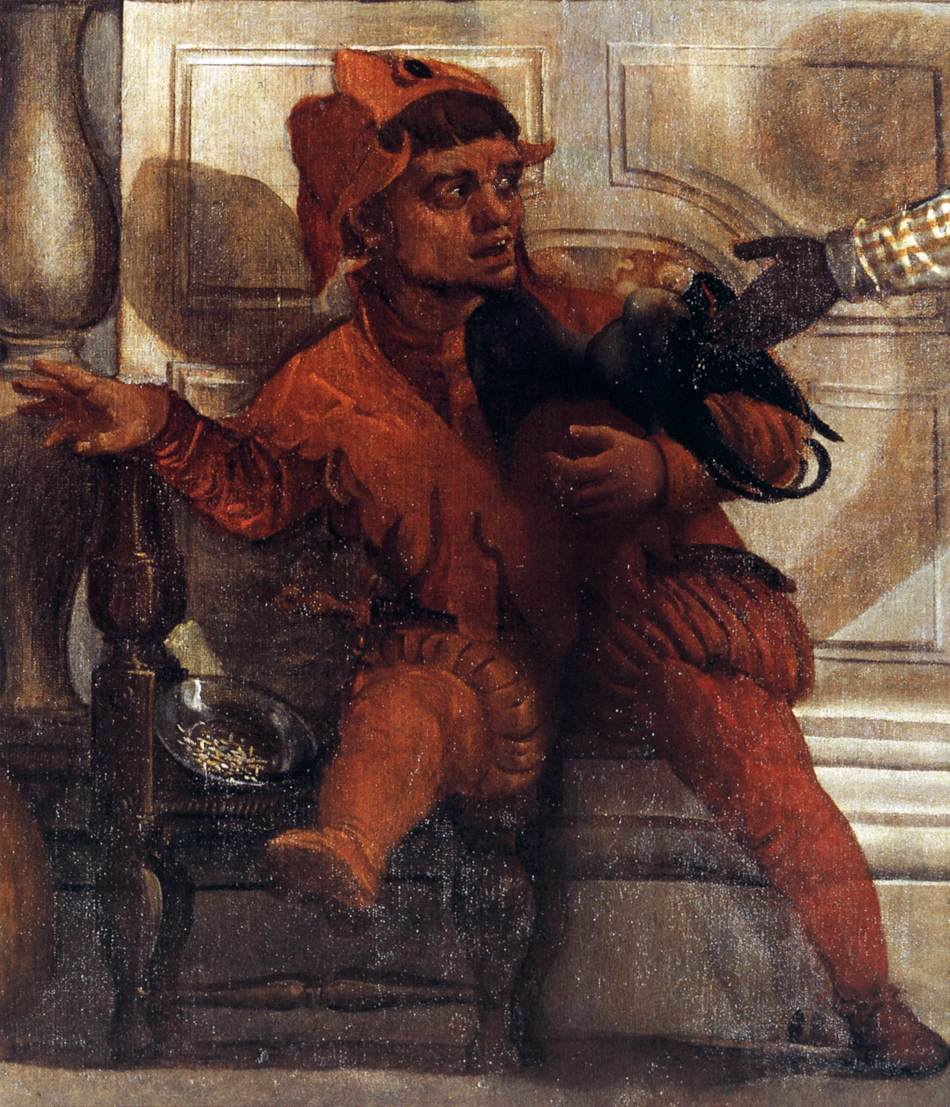
オウムを持った道化師
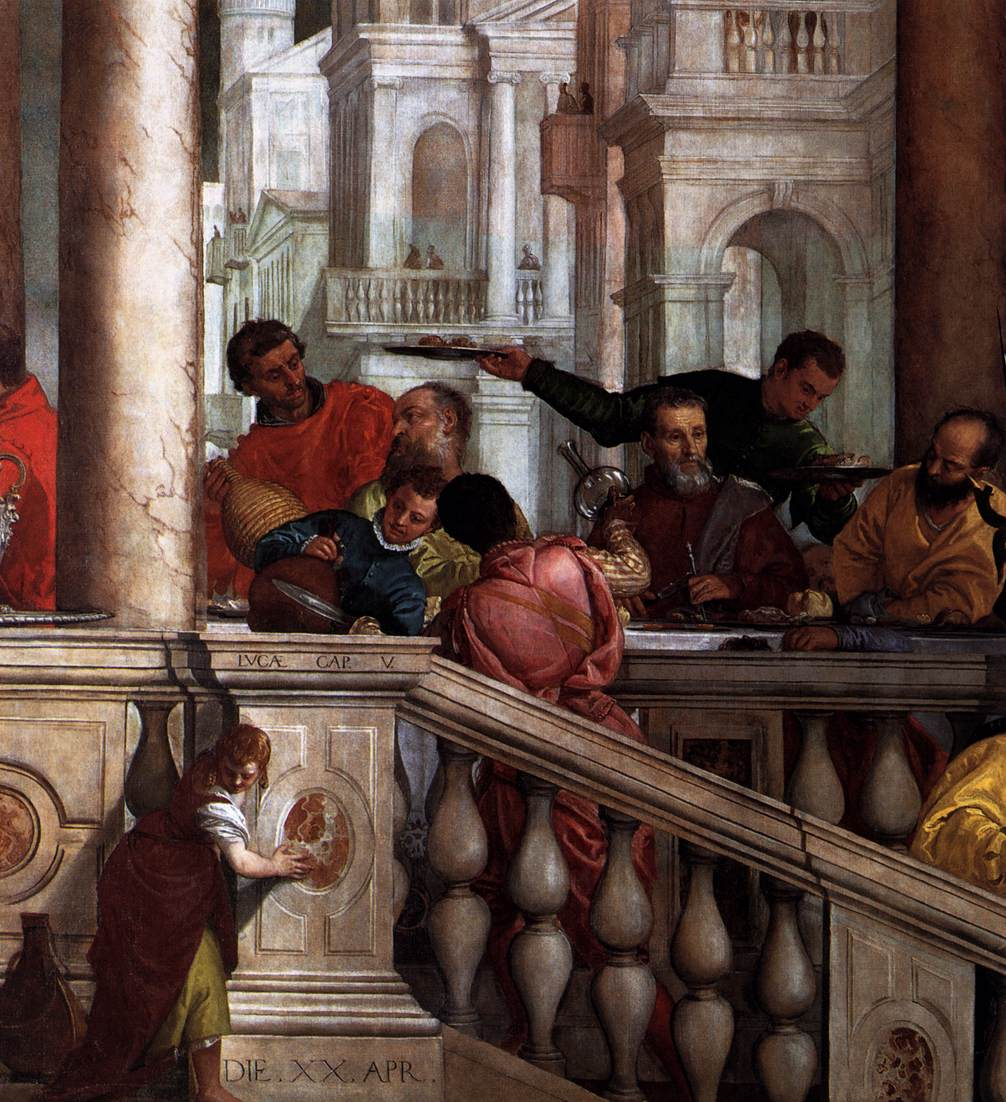
子供
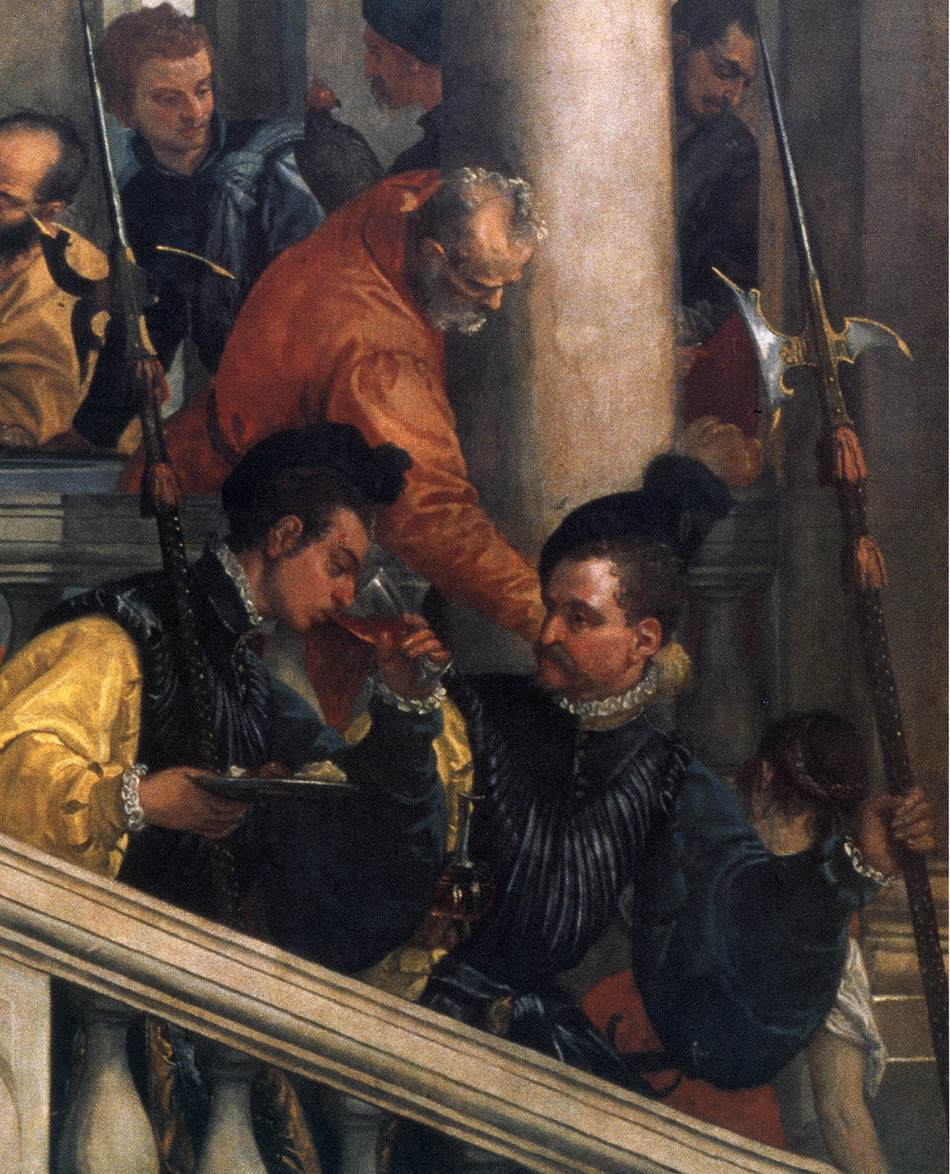
酒を飲んでいるドイツ人兵士
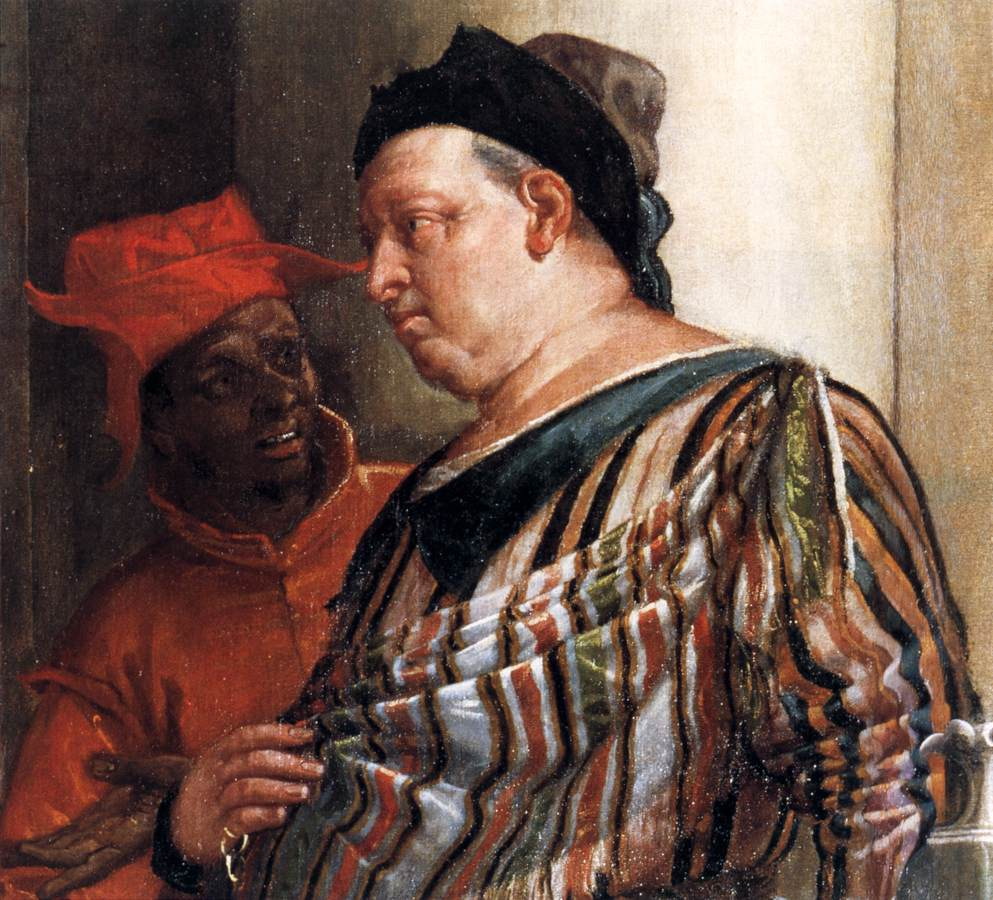
柱のそばに立つ館の執事

## 異端審問
ヴェロネーゼがこの作品を完成させてから約3か月後の1573年、異端審問所は『最後の晩餐』の描写に不適切と思われる要素について質問するためにヴェロネーゼを召喚した。ヴェネツィアの異端審問所は6人のメンバーで構成されていた。異端審問の目的は宗教的および政治的レベルでヴェネツィアとローマ間のバランス感覚を維持することであった。ヴェネツィアでは異端審問所は一般的に厳しい判決を下すことはなかったが、彼らは死刑宣告を発動する力を持っていた。そのため彼らの尋問は真摯に受け止めるべき出来事と見なされた。一説によると、ヴェロネーゼが尋問されたのは、異端審問官が彼にこの仕事をする能力があることを示すためであった。これが必要とされたのは、ローマ教皇と直接連携していた新しい教皇使節がヴェネツィアを訪れていたためである。この説によれば、尋問は異端審問所のメンバーを取り巻く状況の結果であり、言い換えれば、そもそもヴェロネーゼの作品あるいは作品の図像学的な問題についてではなかったと推測できる。

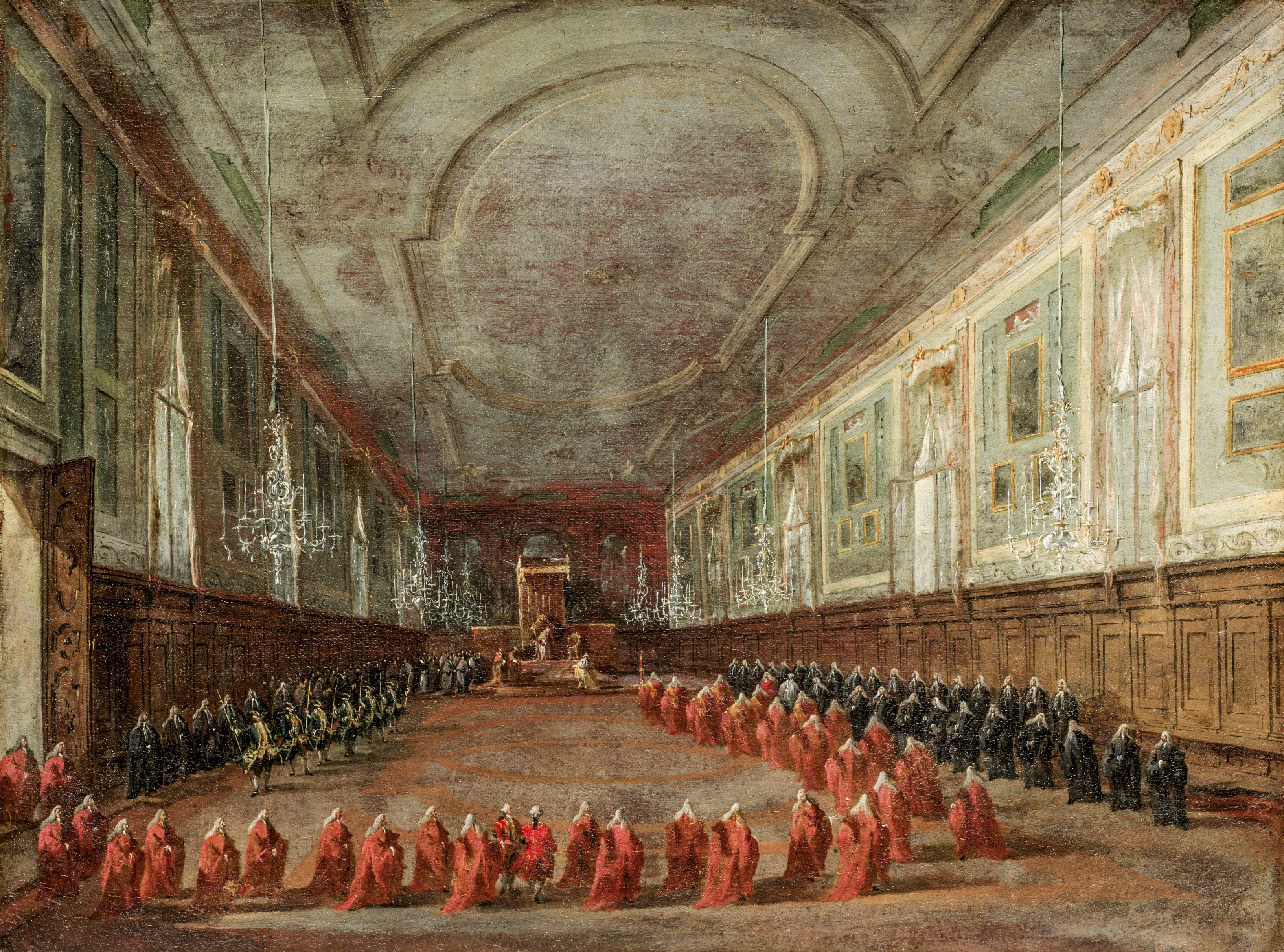
フランチェスコ・グアルディの『1782年、サンティ・ジョヴァンニ・エ・パオロ修道院の食堂で総督を去る教皇ピウス6世』。1782年。画面最奥の壁に『レヴィ家の饗宴』が飾られている。クリーブランド美術館所蔵。

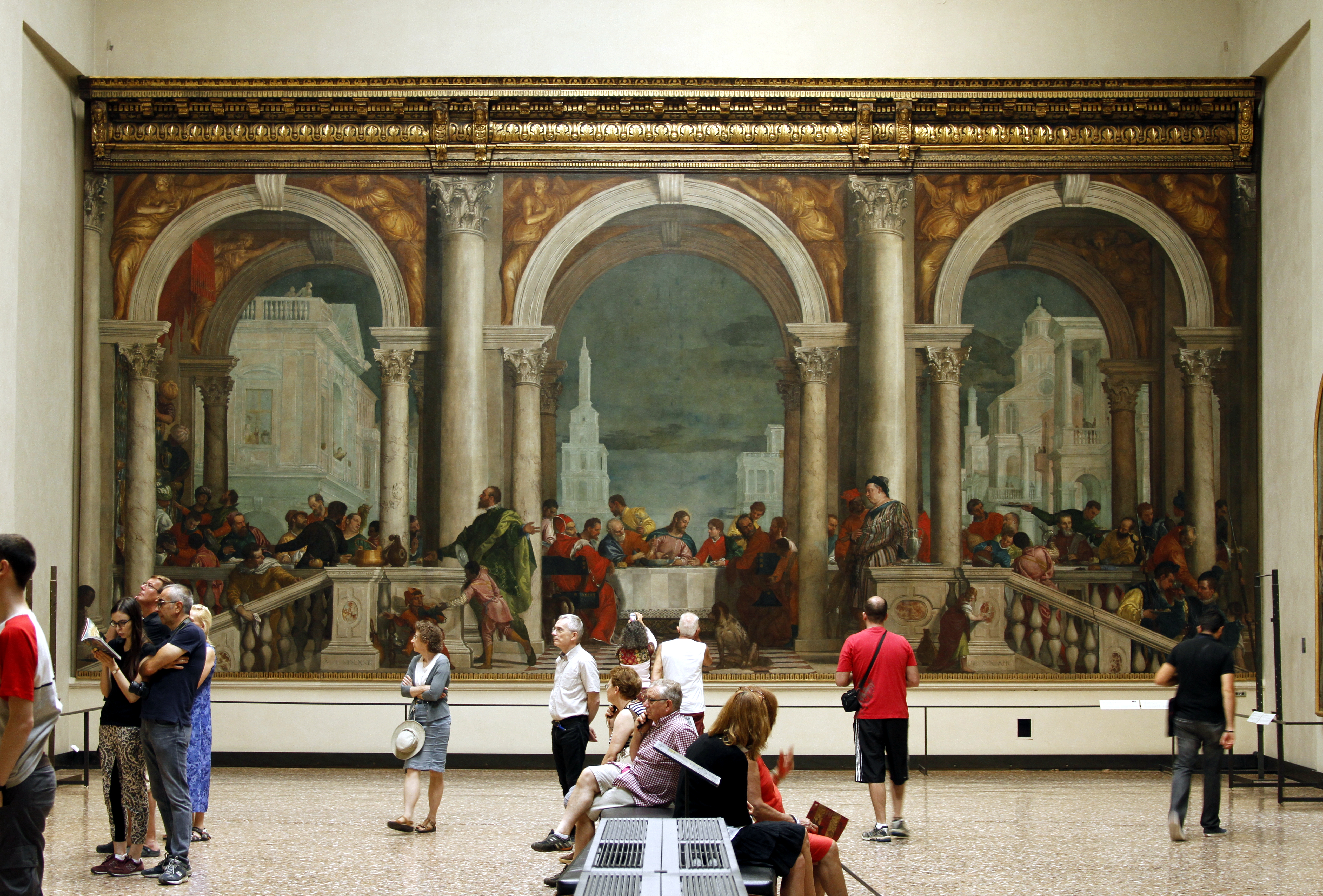
アカデミア美術館の展示風景。

ルネッサンス期では、画家が物語や場面をどう描写するかについて、パトロンが詳細な注文を出すことはめったになかった。建築理論家レオン・バッティスタ・アルベルティが1435年の絵画論文で述べているように、構図はしばしば画家に一任されていた。これは画家だけが構図の選択を判断する状況につながった。芸術家がパトロンに与えられた主題から独自の構図を作成することが一般的な慣習であった以上、当然のことながら、異端審問所はパトロンではなくヴェロネーゼを裁判に召喚した。尋問ではヴェロネーゼは絵画に「道化師、酔ったドイツ人、矮人、およびその他の品性を欠いた人々」、また同様に豪華な衣装や舞台が含まれている理由の説明を求められた。裁判記録によるとヴェロネーゼは絵画には彼らによって埋めるのに十分な空間があったと主張することで自身の作品を擁護した。要するに、ヴェロネーゼは現実的な問題として、また完璧な構図を作るために余った空間を埋める必要性からこれらの人物を描いたのであった。またヴェロネーゼは最後の晩餐のイメージを壊さないように、これらの人物はキリストからかなり距離を取って配置したと述べた。
しかし、このように作品を描くことで、ヴェロネーゼは対抗宗教改革の一環として創設されたトレント公会議に反対した。トレント公会議には、宗教的な芸術作品が従うべき厳格な規則の新案が含まれており、すべての宗教的な芸術作品に純粋に装飾的または審美的な要素の追加を控えることを義務づけていた。余った空間を埋めるためという画家の主張は明快だが、これはトレント公会議の規則に違反していた。芸術家の主張は異端審問所を動かすには至らず、結局、3か月以内に絵画を自費で描き直すことを命じられた。これに対し、ヴェロネーゼは描き直す代わりに題名を『レヴィ家の饗宴』と変更するにとどめた。この主題は福音書のエピソードではあるが、教義的に中心的なものではない。ヴェロネーゼは絵画にも銘文を追加してシモンとの関連を削除し、代わりに作品をレヴィと結びつけた。その後、異端審問所はそれ以上何も言って来なかった。このときの裁判記録は今なお現存しており利用可能である。

## 来歴
1697年、サンティ・ジョヴァンニ・エ・パオロ聖堂の食堂が再び火事で破壊されたため、画布は3つに切断されて丸められた。おそらく、画面にある多くの小さな亀裂はこのときに生じた。さらに画面最上部のアーチの上のエンタブラチュアと画面下の帯が失われた。その後、絵画は3つに分かれたまま修復され、ジャコモ・ピアッツェッタが新たに建設した食堂で飾られた。失われた部分を含む完全な姿はヤン・サーンレダムのエングレーヴィングによって伝えられている。1782年にはローマを追われた教皇ピウス6世がサンティ・ジョヴァンニ・エ・パオロ聖堂を訪れており、画家フランチェスコ・グアルディはそのときの出来事を食堂の壁に飾られていた『レヴィ家の饗宴』の姿とともに描いている。絵画は1797年にフランス人によって略奪され、パリに運ばれたのち修復を受けさた。絵画は洗浄され、裏打ちが施され、さらに大幅に塗り直された。絵画がイタリアに返還されたのは1815年のことであり、ヴェネツィアのアカデミア美術館に収蔵された。その後も1828年に画家セバスティアーノ・サンティによって修復され、1979年から1983年に再び修復された。このときに過去の修復による塗装とニスが除去され、さらに額縁の下に折り畳まれていたキャンバスの端を回復することでわずかにサイズが増加した。現在は美術館の専用の部屋で展示されている。

## ギャラリー

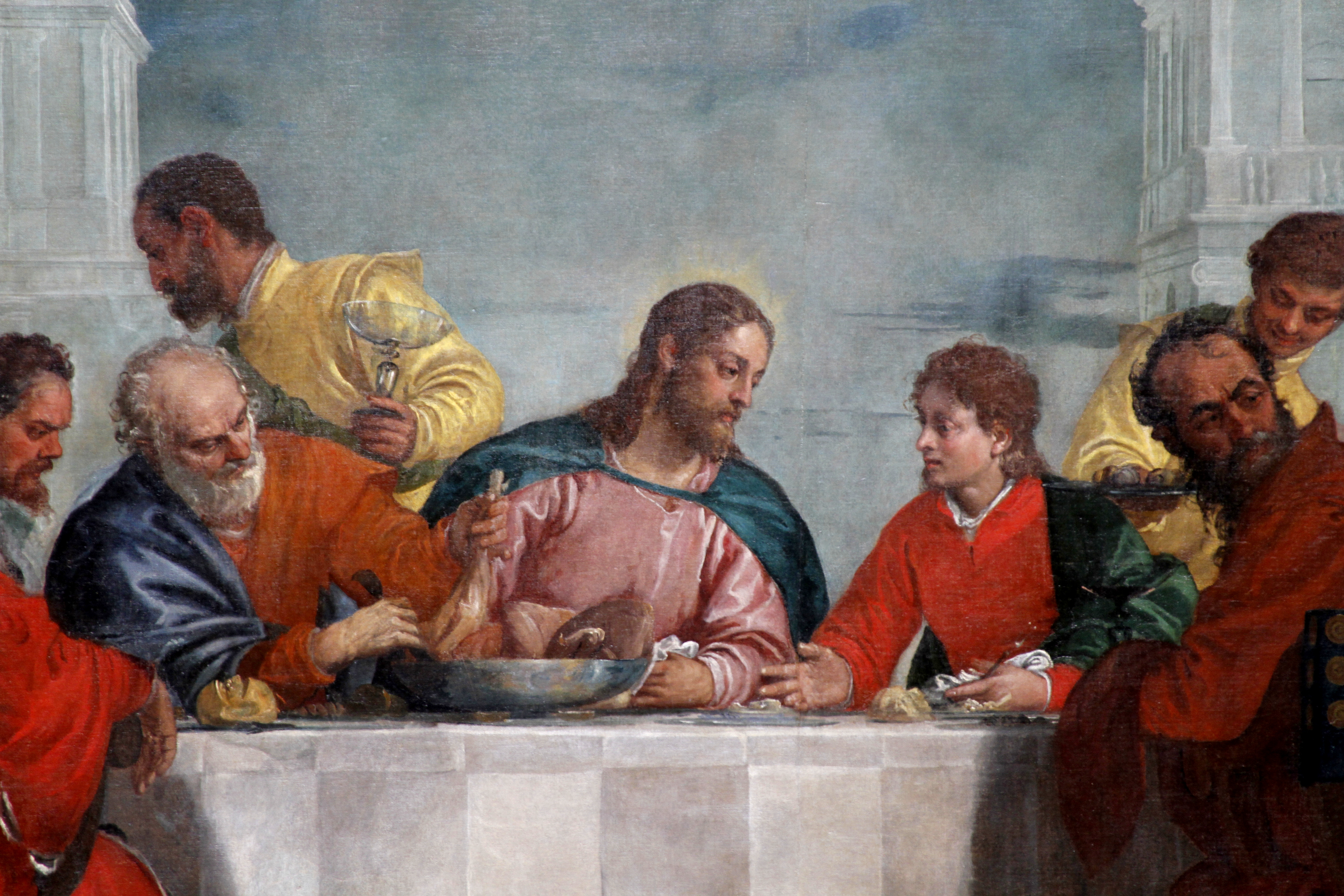
画面中央のイエス・キリスト
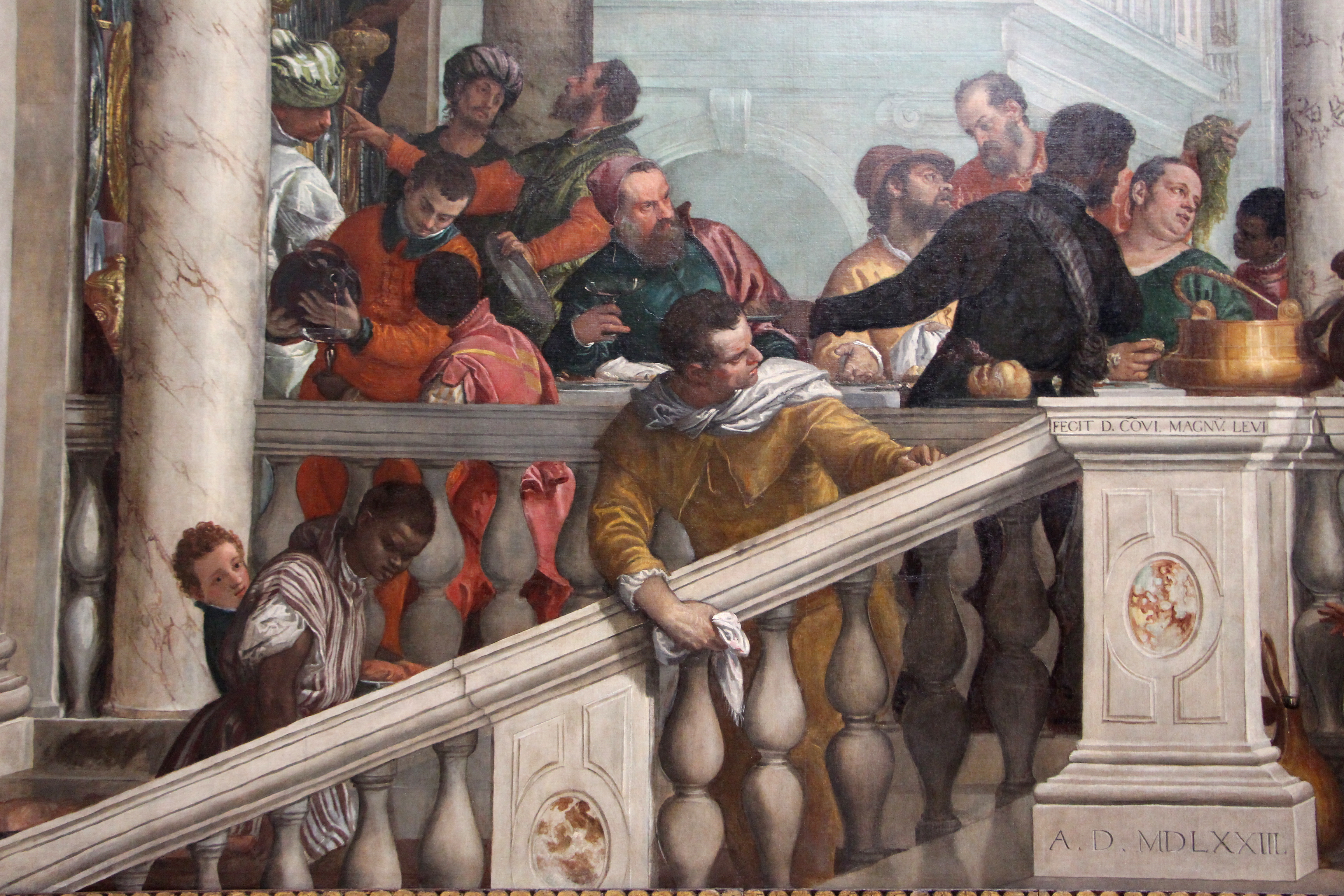
画面左側
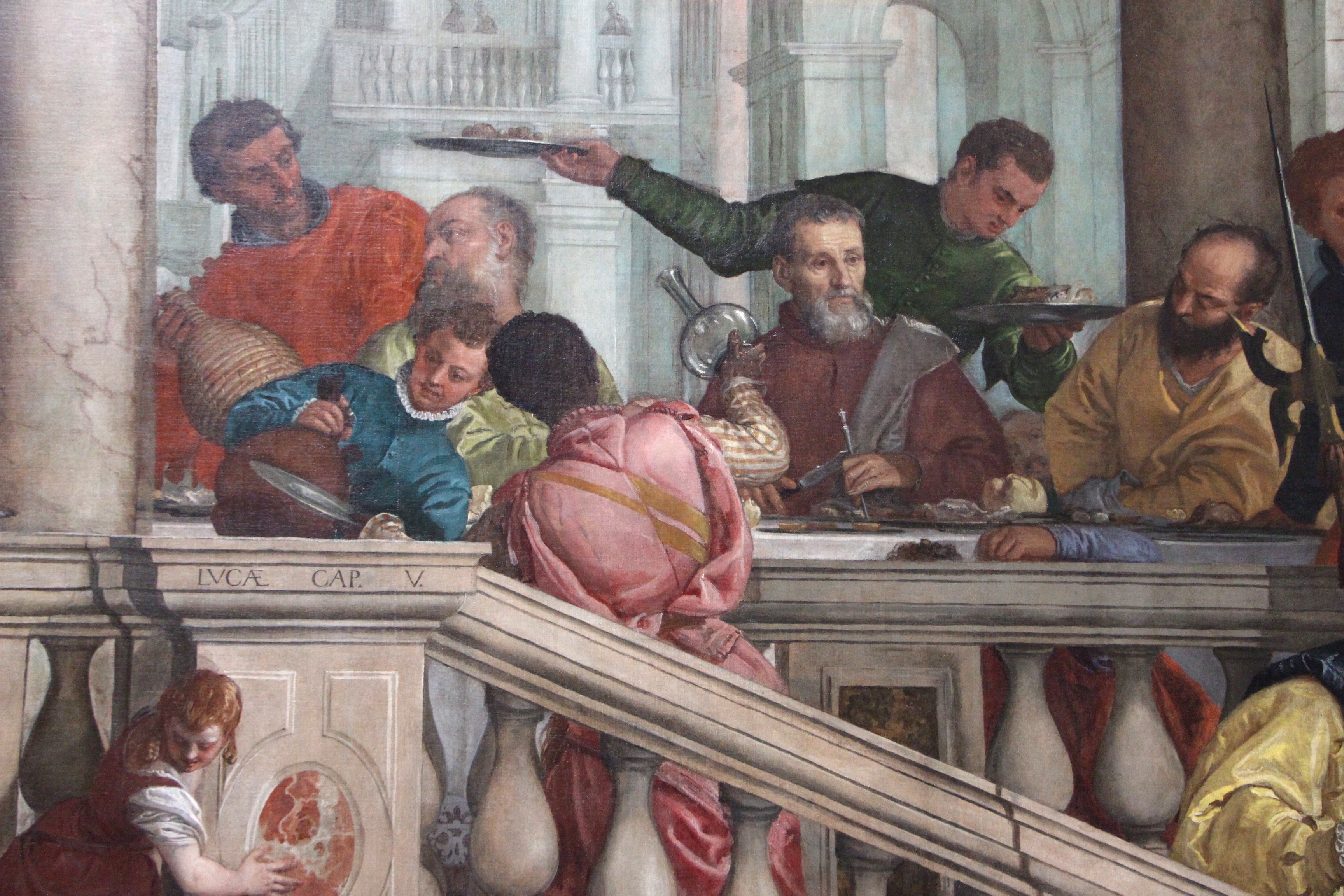
画面右側
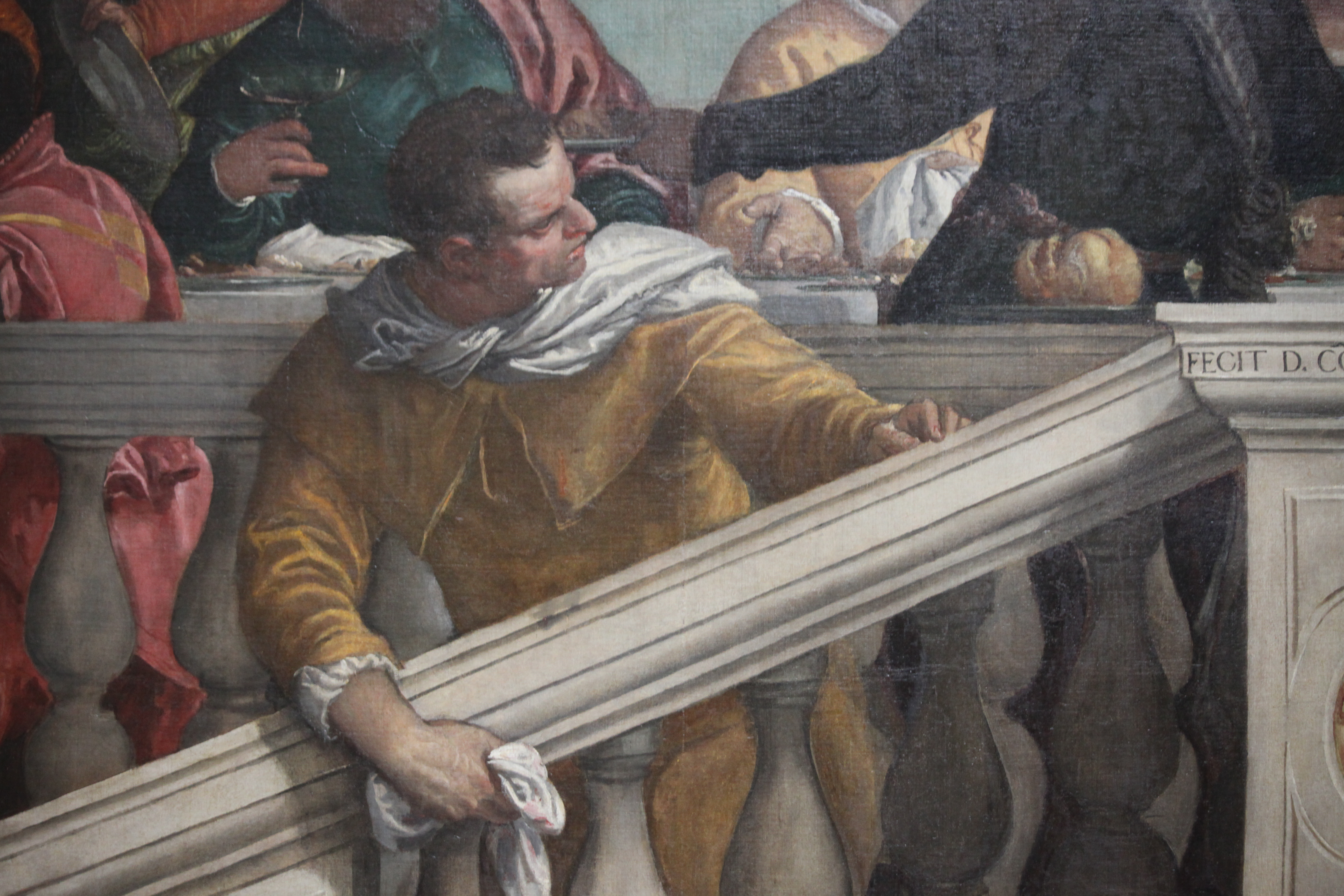
画面左の鼻から出血した男
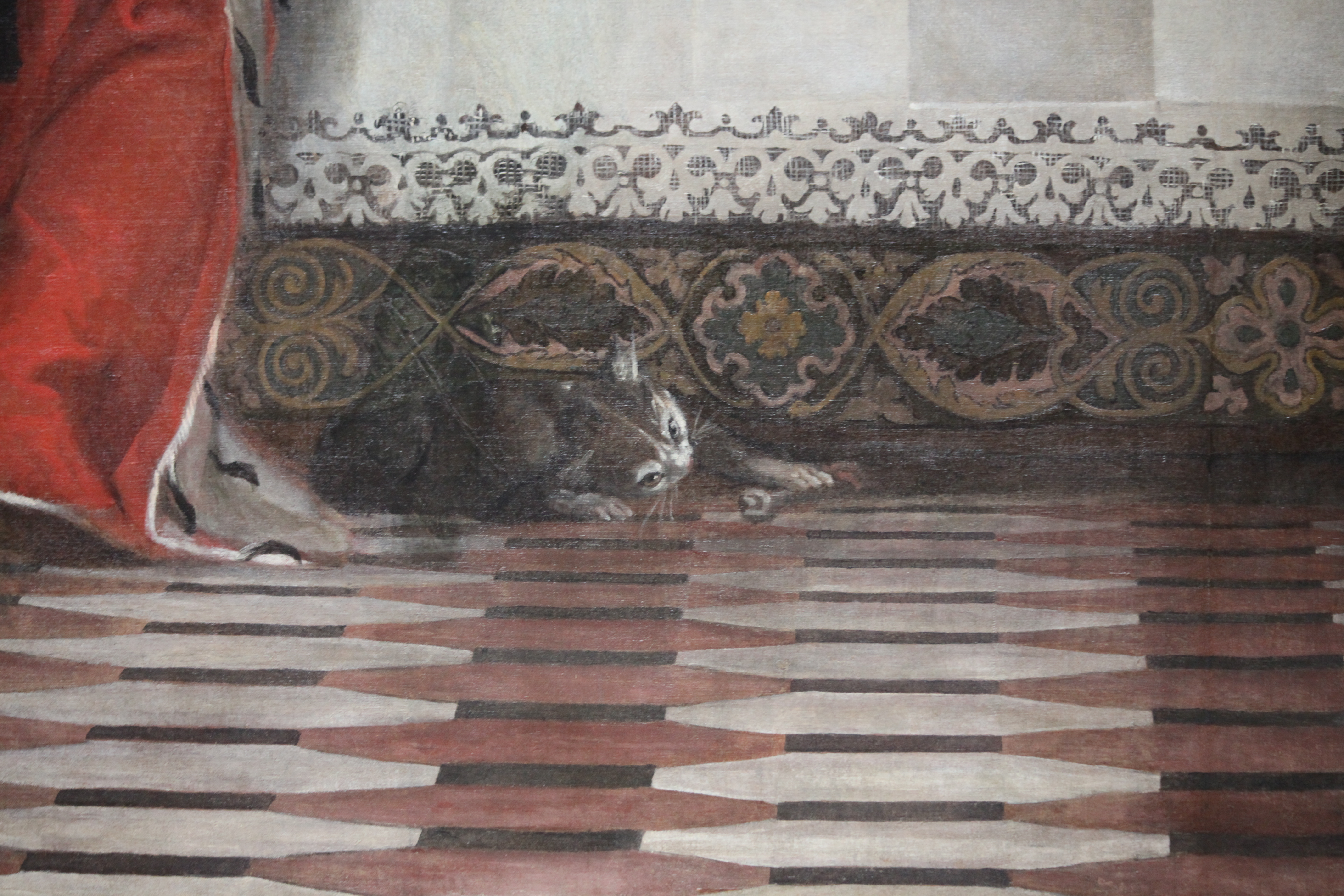
中央のテーブル左の猫
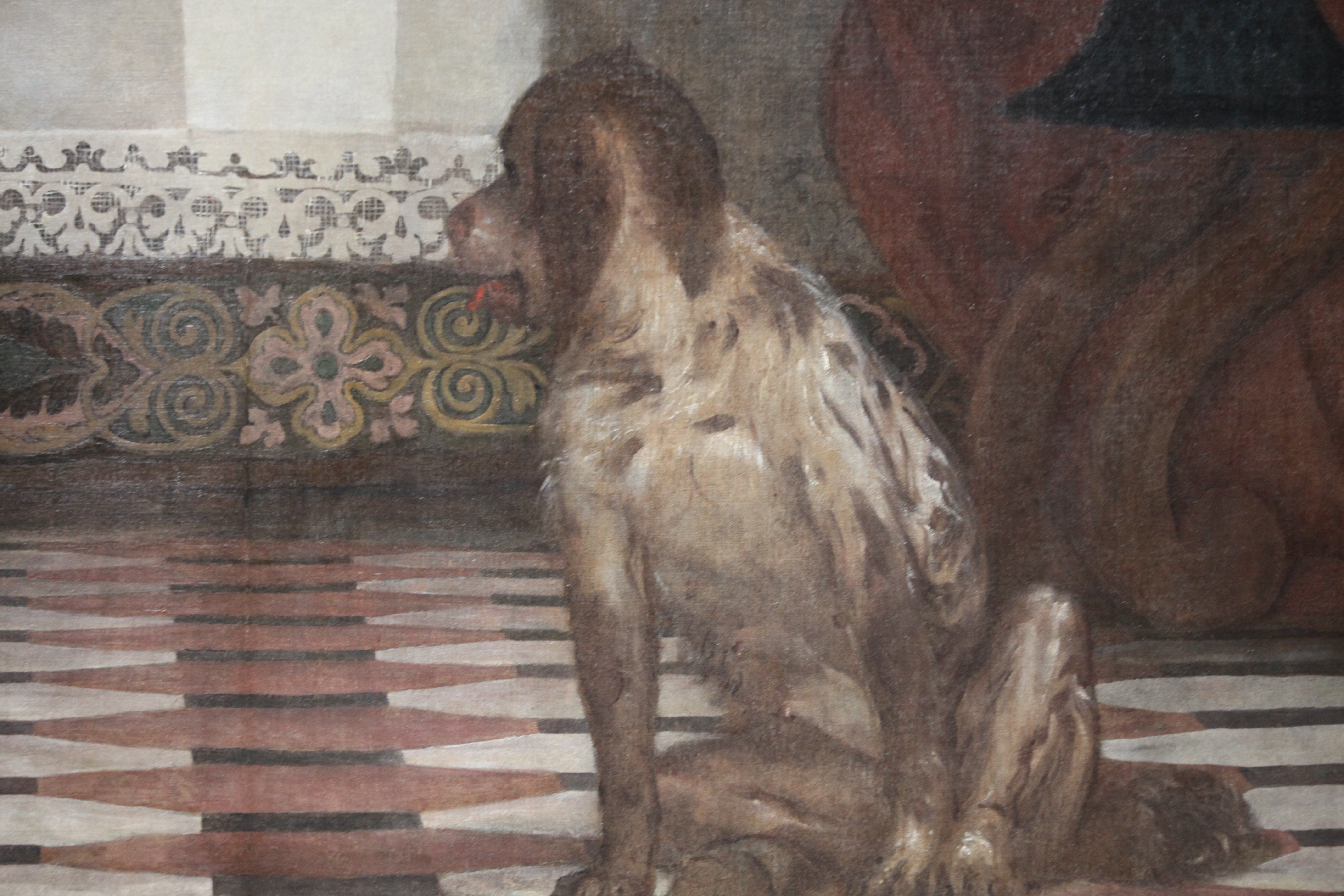
中央のテーブル右に座る犬